# تکلافالو
تکلافالو (به مجاری:  Teklafalu) یک شهرداری در مجارستان است که در ناحیه سیگت‌وار واقع شده‌است. تکلافالو ۱۶٫۷۶ کیلومتر مربع مساحت و ۳۵۴ نفر جمعیت دارد.